# Jeseritz
Jeseritz is een plaats en voormalige gemeente in de Duitse deelstaat Saksen-Anhalt, en maakt deel uit van de Landkreis Altmarkkreis Salzwedel.
Jeseritz telde begin 2022 241 inwoners.
Tot 1945 behoorde het dorp bij Calvörde, dat tegenwoordig de zuidelijke buurgemeente ervan is. Sedert 2011 is het een Ortschaft in het uiterste zuiden van de gemeente Gardelegen.
Jeseritz werd in de 16e tot en met de 19e eeuw vaak door oorlogsgeweld en epidemieën van besmettelijke ziekten getroffen.  In de 19e eeuw waren er verscheidene grote branden in het dorpje. Bij de laatste daarvan, in 1877,  brandde de dorpskerk af, en werd daarna door het huidige gebouw vervangen.
Algenstedt · Berge · Breitenfeld · Dannefeld · Estedt · Gardelegen Stadt · Hemstedt · Hottendorf · Jävenitz · Jeggau · Jerchel · Jeseritz · Kassieck · Kloster Neuendorf · Köckte · Letzlingen · Lindstedt · Mieste · Miesterhorst · Peckfitz · Potzehne · Roxförde · Sachau · Schenkenhorst · Seethen · Sichau · Solpke · Trüstedt · Wannefeld · Wiepke · Zichtau